# 戰鎚40000：星際戰士
《戰鎚40000：星際戰士》是一款由加拿大遊戲開發組“遺迹娛樂”（Relic Entertainment）開發的第三人稱射擊與動作遊戲。通過Steam平台進行更新等操作。並由美國THQ公司發行。
故事以《戰鎚40000》為背景，並操控太空陸戰隊戰團——極限戰士（Ultramarines）的泰圖斯連長（Captain Titus）於戰場對抗歐克獸人及混沌星際戰士。
該遊戲的復刻版于2025年6月10日登陸Windows和Xbox Series X/S。但由於該遊戲的復刻版幾乎沒有變化，引起玩家的不滿。7月11日，世嘉開啟遊戲退款。

## 故事情節
故事講述人類帝國位於鑄造世界格萊雅（Forge World Graia）受到大規模的歐克獸人入侵、佔領。由於此行星是其中用作生產領主級戰鬥泰坦（Warlord Class Titan），故此決定派出極限戰士第二連隊（Ultramarines 2nd Company） 以光復失地。由泰圖斯連長（Captain Titus）為首的弟兄分別降落不同地方，玩家會充當泰圖斯連長之角色。連長則單獨一人把歐克獸人的空中戰艦自我擊毀，並成功尋回幾個弟兄。
幸好的是他們亦在戰鬥中聯繫到當地的星界軍，卡迪安第203團（203rd Cadian Regiment），不過軍力十分虛弱且有大量死傷，他們的領導為少尉米拉/米蘭達（Second Lieutenant Mira, 全稱：Miranda Nero），她透露歐克獸人已佔領他們的防空炮而導致物資短缺。泰圖斯連長決心重奪防空炮控制權。
在奪回防空炮之際，泰特斯收到來自外星審判官德羅根（Inquisitor Drogan）的求救信號，指他被歐克獸人圍困。經過營救後，他發現審判官擁有一個實驗品，聲稱可以消滅星球上的歐克獸人。從審判官的實驗室內，獲取能源核心後便抵達實驗儀器位處的工廠（Manufactorum）內。
然而，此實驗品不但沒有消滅歐克獸人，而且令身處於異空間的混沌軍團出現。原來德羅根早受惡魔附體，來誤導泰圖斯等人。領主尼馬洛夫（Chaos Lord Nemeroth）率領一眾混沌軍團進攻，令泰圖斯計劃有變。他目標是利用工廠內的泰坦製成品來破壞異空間所在的軌道塔，他運用了審判官遺留下來的能源核心來破壞該塔。
前往軌道塔的途中，先有血鴉軍團（Blood Ravens） 加入解放星球行列，與泰特斯等人並肩作戰；後有中士西頓尼斯(Sergeant Sidonus) 被尼馬洛夫所殺並搶走能源核心；還有歐克獸人老大魘髏（Warboss Grimskull） 被泰特斯所殺。他的最後一戰即將臨到。
尼馬洛夫用此核心作爲對邪神的祭物，以換取成為惡魔的資格。泰圖斯決定要殺了他以報中士之死，然而尼馬洛夫已知道泰圖斯可能與混沌有微妙的關係，勸他投降並加入混沌。泰圖斯拒絕，最後殺了那惡魔。
最後，連長成功被救且核心已被毀滅。不過他遭弟兄利安祖（Leandros）所質疑他可能已腐化，故此被交在審判官霍勒斯(Inquisitor Thrax） 調查。

## 角色人物

#### 泰圖斯 Titus
本作主角，屬於極限戰士第二連隊的連長。從他頭上的2個金釘可以知道他已經為人類帝國戰鬥了200年，但對星際戰士來說仍然十分年輕。他認為由極限戰士的基因原體羅伯特·基里曼（Roboute Guilliman）撰寫的《阿斯塔特聖典》（Codex Astartes）只是一個作戰上的參考指引，不必盲目地遵從聖典的一字一句，這不像極限戰士的一般行為。

#### 西多努斯 Sidonus
與泰圖斯同行的星際戰士，是一名經驗豐富的極限戰士，與泰圖斯同樣已經為人類帝國戰鬥了200年，因此是泰圖斯的親密戰友。

#### 利安祖 Leandros
與泰圖斯同行的星際戰士新兵，非常尊敬泰圖斯和西多努斯。但因為他認為需要嚴格遵守《阿斯塔特聖典》的內容，於故事中曾多次質疑並不理解泰圖斯的行為。

## 遊戲模式

### 多人遊戲
玩家可選擇自己設計的星際戰士或混沌星際戰士進行八對八的戰鬥，賺取經驗值並解開新武器、防具、技能來強化毀滅小隊（Devastator）、突擊小隊（Assault）與戰術小隊（Tactical）階級的士兵。

### 滅絕令
《滅絕令》（Exterminatus）是一個免費的四人線上合作生存游戏模式，由四名玩家扮演星際戰士一同作戰，需要面对一共20波歐克獸人和一波浑沌势力的进攻，形式接近于《战争黎明Ⅱ》的《最后战役》。這個遊戲模式在2011年10月25日以免費DLC的形式讓玩家下載。玩家同樣可以透過滅絕令賺取線上角色的經驗值，也可以在遊戲中裝備升級解開的物品。
之後在12月20日的更新在滅絕令裡增加了名為Chaos Unleashed的遊戲模式。這是一個和滅絕令相似的線上合作遊戲模式，不過這次玩家們扮演混沌星際戰士對抗歐克獸人和星界軍。這次更新也替多人遊戲增加了新的地圖和夺旗模式。

## 续作
2021年12月10日，在游戏大奖2021上，公布了由佩剑互动与Focus娱乐制作的《战锤40K：星际战士2》。遊戲於2024年9月9日發售。

## 外部連結
- （英文）《戰鎚40000：星際戰士》官方網站 （页面存档备份，存于）